# David Maillard
Pour les articles homonymes, voir Maillard.
David Maillard est un escrimeur handisport français né le 22 janvier 1970 dans le 13e arrondissement de Paris.
Il débute l'escrime à l'Entente Sportive de Vitry sur Seine en 1981. C'est au Club Sportif de l'Institution Nationale des Invalides qu'il découvre la pratique handisport debout puis en fauteuil en 1998.
De formation ingénieur de l'EFREI il a toujours mené de front sa carrière sportive et sa carrière de cadre dans les secteurs public et privé.
Aux Jeux paralympiques d'été de 2004 à Athènes, il est sacré champion paralympique à l'épée par équipe avec Alim Latrèche, Cyril Moré et Robert Citerne.
Il est nommé chevalier de la Légion d'honneur le 22 octobre 2004 par le Président de la République de l'époque Jacques Chirac. 
Il devient Champion d'Europe individuel en juillet 2007 à Varsovie. Il met fin à sa carrière après les Championnats du Monde de 2010 à Paris après avoir décroché le titre de Champion du Monde par équipe avec Marcus Cratère, Romain Noble et Robert Citerne.
En 2016 il crée le club d'Escrime du Pays de Lubel donc il devient Président d'Honneur en 2018.
Il obtient le DEJEPS perfectionnement sportif mention Escrime le 8 novembre 2021.

## Décorations
- Chevalier de la Légion d'honneur
- Médaille de la jeunesse, des sports et de l'engagement associatif, argent